# 富岡鐵齋

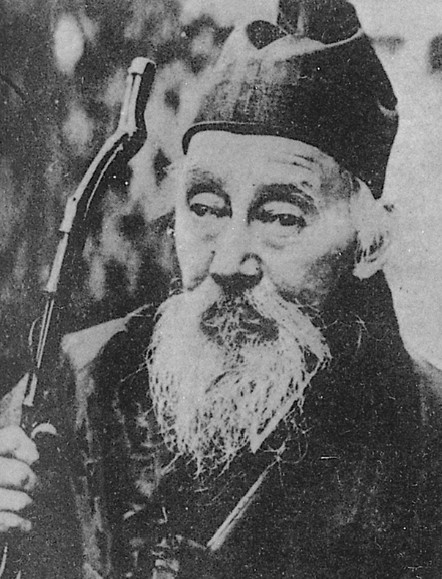
富岡鐵齋像

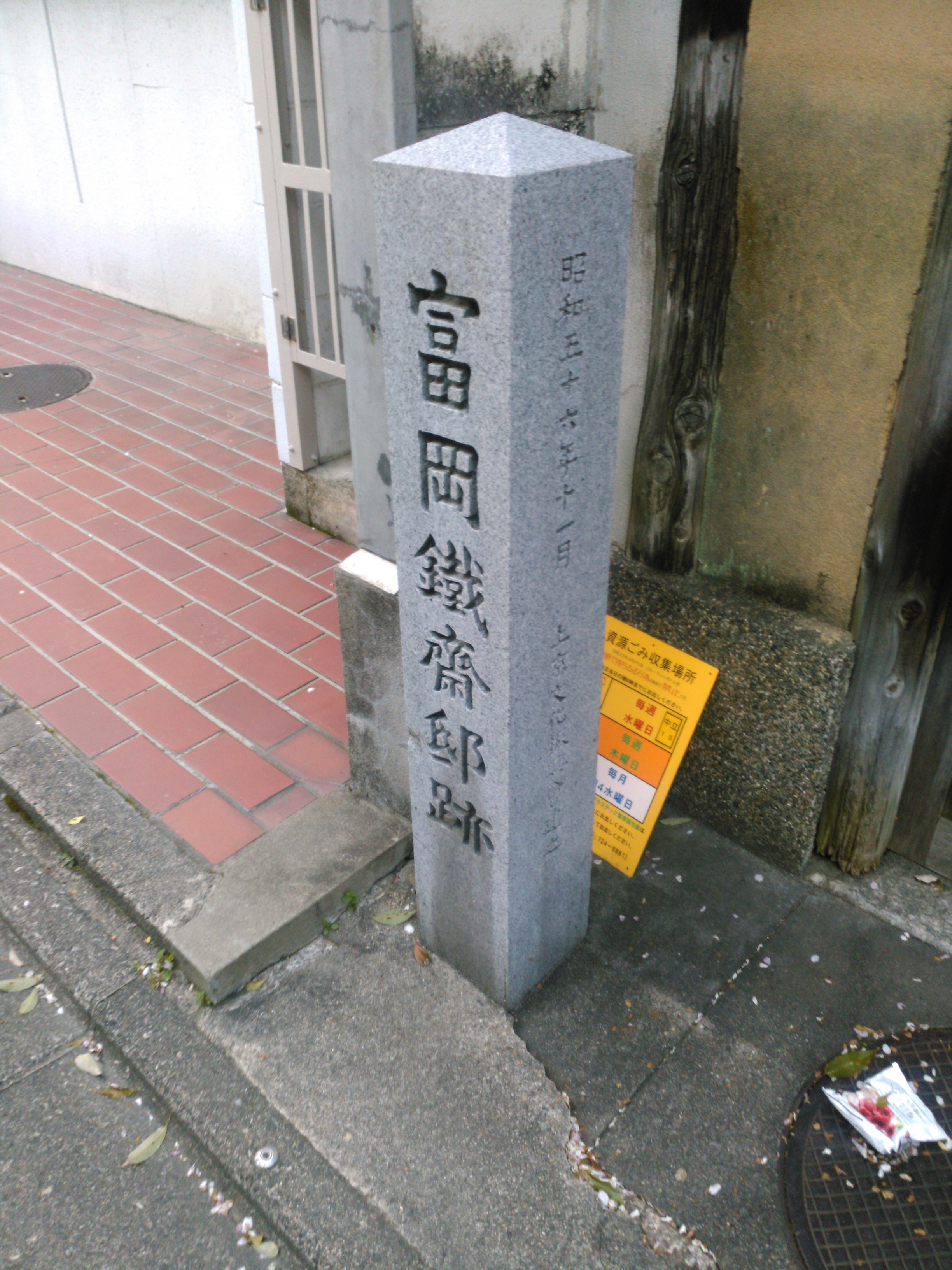
富岡鐵齋家小道紀念碑(京都市上京區・[//tools.wmflabs.org/geohack/geohack.php?language=ja&pagename=%E5%AF%8C%E5%B2%A1%E9%89%84%E6%96%8E¶ms=35_1_32.72_N_135_45_28.37_E_region:JP-26_type:landmark&title=%E5%AF%8C%E5%B2%A1%E9%89%84%E6%96%8E%E9%82%B8%E8%B7%A1%E7%9F%B3%E7%A2%91 map])

富岡鐵齋 （とみおか てっさい；1837年1月25日－1924年12月31日），生於京都（三條通新町東），字無倦，號鐵齋，是日本明治至大正年間的文人畫家、儒學學者。被譽為日本最後的文人。別號鐵人、鐵史、鐵崖等。

## 生涯
文久元年（1861年），前往長崎遊學，接受長崎南畫派的祖門鐵翁、木下逸雲、小曾根乾堂等人的指导。
座右銘是「讀萬卷書，行萬里路」，並在日本各地旅行而得到實踐。明治7年(1874年)，與松浦武四郎等人的交流而到北海道旅行，在那時便描繪了有關阿伊努人風俗題材的代表作「舊蝦夷風俗圖」。
明治二年(1869年)，成為私塾立命館的一名教师。
明治26年(1893年)，成為京都市美术学校 的教师。

## 代表作品
- 「阿倍仲麻呂明州望月圖」、「圓通大師吳門隱栖圖」（1914年），日本國重要文化財，辰馬考古資料館藏。
- 「二神會舞圖」，東京國立博物館藏。
- 「舊蝦夷風俗圖」（1896年），東京國立博物館藏。

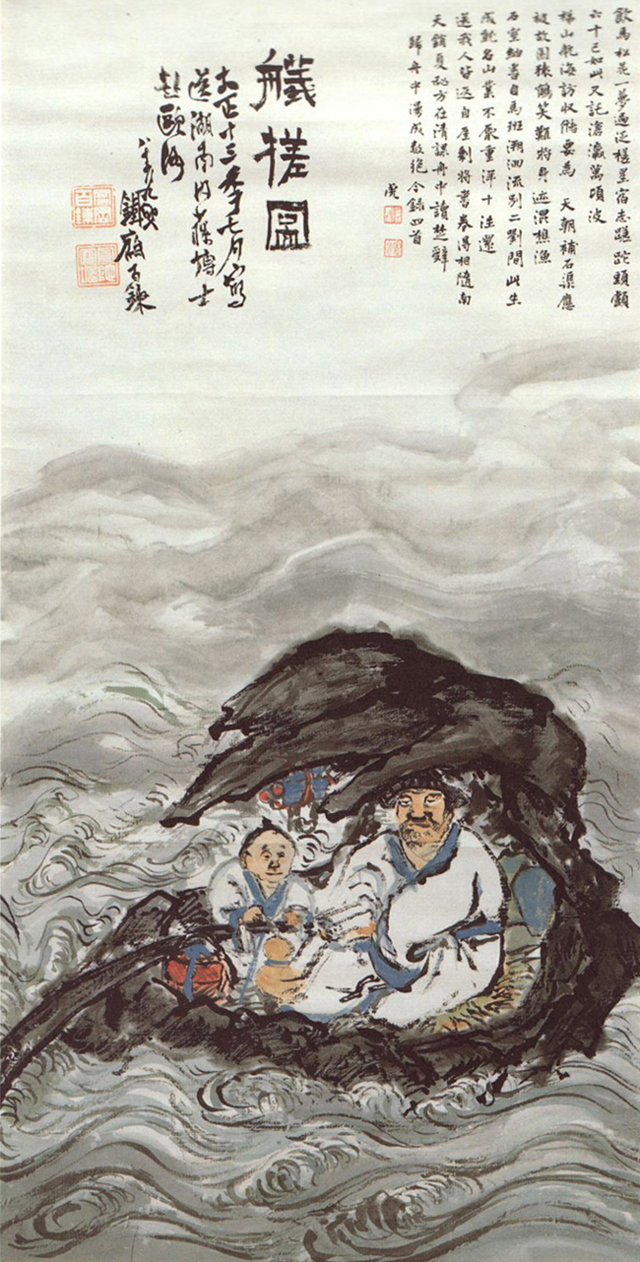
艤槎圖，是作者89歲時的作品

- 「富士山圖屏風」（1896年）
- 「妙義山·瀞八丁圖屏風」（1906年）
- 「不盡山頂全圖」
- 「蘇東坡圖」
- 「河內千早城圖」
- 「武陵桃源圖」
- 「瀛洲遷境圖」
- 「阿倍仲麻呂在唐詠和歌圖」

## 出版物
- 畫集《鐵齋畫賸》(1913年)
- 畫集《百東坡圖》(1922年)
- 畫帖《米寿墨戏》(1923年)
- 印譜《無量壽佛堂印譜》
- 文集《富岡鐵齋、大田垣蓮月》，近代浪漫派文庫2，新學社（2007年）
- 《富岡鐵齋·圖錄編·資料編》，京都新聞社（1991年）

## 家族
他的長子是歷史兼考古學家富岡謙蔵。

## 外部連結
维基共享资源上的相關多媒體資源：富岡鐵齋
- 聖光殿　鐵齋美術館 （页面存档备份，存于）